# 吉田村 (宮城県登米郡)
吉田村（よしだむら）は、昭和32年（1957年）まで宮城県登米郡の中部にあった村。現在の登米市中部にあたる。

## 沿革
- 明治22年（1889年）4月1日 - 町村制施行にともない、旧来の吉田村単独で村制施行。
- 昭和32年（1957年）12月25日 - 米山村と合併し、米山町となる。

## 行政
- 歴代村長

| 代 | 氏名       | 就任                       | 退任                       | 備考 |
| -- | ---------- | -------------------------- | -------------------------- | ---- |
| 1  | 鈴木権三郎 | 明治26年（1893年）4月3日   | 明治32年（1899年）1月5日   |      |
| 2  | 阿部貞亮   | 明治32年（1899年）2月10日  | 明治34年（1901年）4月6日   |      |
| 3  | 中野佐吉郎 | 明治34年（1901年）5月4日   | 明治38年（1905年）5月3日   |      |
| 4  | 鈴木権三郎 | 明治38年（1905年）5月4日   | 大正2年（1913年）5月7日    | 再任 |
| 5  | 菅原和三郎 | 大正2年（1913年）6月15日   | 昭和2年（1927年）6月4日    |      |
| 6  | 鈴木久兵衛 | 昭和2年（1927年）6月6日    | 昭和6年（1931年）6月5日    |      |
| 7  | 高橋清     | 昭和6年（1931年）6月6日    | 昭和8年（1933年）10月16日  |      |
| 8  | 畑岡広治   | 昭和10年（1935年）10月20日 | 昭和14年（1939年）10月25日 |      |
| 9  | 鈴木和蔵   | 昭和14年（1939年）10月25日 | 昭和18年（1943年）10月24日 |      |
| 10 | 菅原耕夫   | 昭和18年（1943年）10月25日 | 昭和22年（1947年）4月4日   |      |
| 11 | 高橋清     | 昭和22年（1947年）4月5日   | 昭和26年（1951年）4月4日   | 再任 |
| 12 | 浅田伝     | 昭和26年（1951年）4月6日   | 昭和29年（1954年）9月7日   |      |
| 13 | 鈴木和蔵   | 昭和29年（1954年）9月8日   | 昭和32年（1955年）12月24日 | 再任 |